# 疏穗画眉草
疏穗画眉草（学名：Eragrostis perlaxa）是禾本科画眉草属的植物。分布在台灣以及中国的广西、广东省等地，目前尚未由人工引种栽培。